# Верба Андрій Вячеславович
Андрі́й Вячесла́вович Верба (нар. 27 вересня 1966) — український військовий хірург, Заслужений лікар України (2011), доктор медичних наук, професор, генерал-майор медичної служби, учасник російсько-української війни.

## Життєпис
Народився у місті Жмеринка на Вінниччині. З 1973 по 1981 рік навчався у школі № 2 міста Жмеринка. 1985 року закінчив Вінницьке медичне училище (з відзнакою).
У 1993 році закінчив Військово-медичну академію імені С. М. Кірова.
Проходив службу на посадах від старшого ординатора ОПВ медичної роти до головного хірурга ВМКЦ ЦР.
У вересні 2006 року вперше в Україні розгорнув багатопрофільний мобільний госпіталь на 100 ліжок.
У грудні 2006 року здійснив марш з багатопрофільним ВМГ та розгорнув його в населеному пункті Богданівка Запорізької області (понад 1000 км).
З серпня 2007 по грудень 2014 року — головний хірург Військово-медичного клінічного центру Центрального регіону (м. Вінниця)
У зоні бойових дій під час війни на сході України з березня 2014 року. З червня провідний хірург Вінницького 59-го військового мобільного госпіталя. На початку літа 2014-го провів першу в історії України хірургічну операцію в польових умовах — у зоні бойових дій рятував життя лейтенанта-розвідника. Станом на середину листопада під керівництвом Верби проведено понад 1500 операцій у польових умовах, жодного бійця під час оперативних втручань не втрачено.
Із грудня 2014 — т.в.о. директора Військово-медичного департаменту Міністерства оборони України. Наказом Міністра оборони України № 85 від 12 лютого 2015 року призначений директором Військово-медичного департаменту Міністерства оборони України, головним державним санітарним лікарем Міноборони.
3 квітня 2016, під час перебування у справах в Авдіївці, прооперував доставленого з передової старшого лейтенанта 90-го аеромобільного батальйону, який дістав осколкове поранення обох ніг, — повністю перетята литкова артерія правої ноги, — врятував офіцера від ампутації. Кандидатура генерал-майора Верби розглядалась на посаду міністра охорони здоров'я.
У січні 2022 року провів одну з найнебезпечніших операцій, коли до нього на операційний стіл потрапив український захисник з нерозірваною гранатою у грудній порожнині. Операцію проводили під наглядом саперів.
Одружений. Має доньку.

## Нагороди та відзнаки
- Хрест бойових заслуг (25 липня 2023) — за вагомий особистий внесок у захист державного суверенітету та територіальної цілісності України, самовіддане виконання військового обов'язку та високий професіоналізм[11]
- Орден Богдана Хмельницького I ст. (9 серпня 2022) — за особисту мужність і самовіддані дії, виявлені у захисті державного суверенітету та територіальної цілісності України, вірність військовій присязі[12]
- Орден Богдана Хмельницького II ст. (22 травня 2022) — за особисту мужність і самовіддані дії, виявлені у захисті державного суверенітету та територіальної цілісності України, вірність військовій присязі[13]
- Орден Богдана Хмельницького III ст. (21 жовтня 2014) — за особисту мужність і героїзм, виявлені у захисті державного суверенітету та територіальної цілісності України, вірність військовій присязі[14]
- Заслужений лікар України (23 серпня 2011) — за вагомий особистий внесок у захист державного суверенітету, забезпечення конституційних прав і свобод громадян, зміцнення економічної безпеки держави, сумлінне і бездоганне служіння Українському народові та з нагоди 20-ї річниці незалежності України[1]
- Національна премія України імені Бориса Патона 2022 року — за роботу «Медичне забезпечення сил оборони на засадах єдиного медичного простору» (у складі колективу)[15]
- Лауреат Премії Кабінету Міністрів України за розроблення і впровадження інноваційних технологій (2016)[16].
- Рішенням Жмеринської міської ради № 972 від 19 грудня 2019 присвоєне звання Почесний громадянин міста Жмеринка[17].
- Орден Святого Рівноапостольного князя Володимира Великого ІІІ ступеня (травень 2016, УПЦ КП)[18].
- Орден святого Юрія Переможця (квітень 2017, УПЦ КП)[19].
- Почесна відзнака «За заслуги перед Вінниччиною» (21.08.2015, Вінницька облрада)[20].
- Орден Святого Пантелеймона (2022).[21].
- Відзнака імені академіка Олександра Олексійовича Шалімова (17 лютого 2023).[22].
- Відзнака Міністерства оборони України «Доблесть і честь».

## Наукові публікації
ДС117282 Регіонарна антибіотикотерапія в комплексному лікуванні гнійно-запальних ускладнень жовчокам'яної хвороби (експериментально-клінічне дослідження) [Текст]: дис. … канд. мед. наук : 14.01.03 / Верба Андрій В'ячеславович ; Вінниц. нац. мед. ун-т ім. М. І. Пирогова. — Вінниця, 2010. — 170 арк. : табл., рис. — Бібліогр.: арк. 139—170. Р457.465.520.43